# Rakonitz Jenő
Rakonitz Jenő (Budapest, Terézváros, 1899. március 28. – Budapest, 1963. június 21.) orvos, egyetemi tanár, az orvostudományok kandidátusa (1952).

## Életpályája
Rakonitz Gyula (1860–1934) fővárosi ügyvéd és Lindenbaum Szidónia (1874–1942) fiaként született ortodox zsidó családban. Középiskolai tanulmányait a Budapesti Evangélikus Főgimnáziumban végezte (1909–1917), majd felvételt nyert a Budapesti Tudományegyetem Orvostudományi Karára, ahonnan a Firenzei Egyetemre került. Végül 1924-ben a pécsi Erzsébet Tudományegyetemen avatták orvossá. A gyakorlati évének letöltése után a budapesti Pázmány Péter Tudományegyetem Elme- és Idegkórtani Klinikáján dolgozott Schaffer Károly professzor mellett fizetéstelen tanársegédként. 1930 októberében a Budapesten tartott törvényszéki orvosi vizsgálat alapján törvényszéki orvosi képesítést szerzett. 1939 novemberében a zsidótörvények következtében el kellett hagynia a Klinikát. Ezt követően több intézetben vállalt helyettesi munkakört és magánrendelőt nyitott. 1943 októberétől 1944 júliusáig – munkaszolgálatosként – az Angyalföldi Ideg- és Elmegyógyintézetben működött, azonban onnan is távoznia kellett, és Budapest felszabadulásáig bujkálni kényszerült. 
1946-ban A vegetatív idegrendszer kórtana című tárgykörből egyetemi magántanári címet kapott. Richter Hugó halála után, 1948-ban pedig a Szabolcs Utcai Kórház Idegosztályának élére került. Még ugyanabban az évben az Orvosegészségügyi Szakszervezet Pavlov Ideg- és Elmeszakcsoportjának főtitkárává választották. Ekkortól a Kútvölgyi úti Állami Kórház és a Korvin Ottó Kórház állandó konziliáriusa lett. 1962-ben az Orvostovábbképző Intézet Ideggyógyászati Tanszékének vezetőjévé nevezték ki, de mellette a Szeretetkórházban is gyógyított.
A Budapesti Izraelita Hitközség dísztagjának választották.
A Kozma utcai izraelita temetőben nyugszik. Temetésén Lóránd Márton főkántor és a kórus gyászéneke után Benoschofsky Imre országos főrabbi-helyettes méltatta emberi nagyságát és tudományos érdemeit.

## Díjai, elismerései
- Érdemes Orvos (1952)[9]
- Kiváló Orvos (1959)[10]

## Művei
- Algo-Myorhythmia. (Orvosi Hetilap, 1935, 29.)
- Különleges térdreflex-befolyás. (Orvosi Hetilap, 1935, 48.)
- A verejték elválasztás a Romberg-féle atrophia faciei progressivában. (Orvosi Hetilap, 1935, 52.)
- Polyradiculitis diagnostikájának újabb, biztos neurológiai tünete. (Orvosi Hetilap, 1936, 50.)
- Orr-korcsképződmény és myocloniás torsiós dystonia, mint combinálódó heredopathia. Benedek Lászlóval. (Orvosi Hetilap, 1938, 49.)
- Die Eígenerkrankung des Corpus Luysii. Der erste hetedodegenerative Biballismus-Fall. (Zeitschrift für die gesamte Neurologie und Psychiatrie. Bd. 144. 1933)
- Az eszméletlen beteg. Strausz Imrével. Budapest, 1961
- Az akaratlagos Babinski. (Orvosi Hetilap, 1962, 18.)
- Az essentiális ischias diagnosztizálhatóságáról. (Orvosi Hetilap, 1963, 21.)